# Adenochilus gracilis
Adenochilus gracilis är en orkidéart som beskrevs av Joseph Dalton Hooker. Adenochilus gracilis ingår i släktet Adenochilus och familjen orkidéer. Inga underarter finns listade i Catalogue of Life.